# Axel Dehlsen
Axel Dehlsen (* 23. November 1938 in Schwerin; † 29. April 2021 in Motzen (Mittenwalde)) war ein deutscher Gebrauchsgrafiker.

## Leben und Werk
Dehlsen studierte Buch- und Schriftgrafik an der Fachschule für Werbung und Gestaltung Berlin-Oberschöneweide und arbeitete bis 1967 in Berlin als Grafiker im Verlag Volk und Wissen, für den er u. a. die Zeitschrift Elternhaus und Schule gestaltete. Danach war er in Berlin als Gebrauchsgrafiker freischaffend tätig. Er entwarf u. a. Ausstellungskataloge, Schallplattenhüllen für den VEB Deutsche Schallplatte, Programmhefte für Theater, u. a. das Theater im Palast, und Plakate und entwickelte Gesamtlösungen für grafische Gestaltungen. Für Verlage entwarf er u. a. Schutzumschläge und Einbände für Bücher, so für den Dietz Verlag Berlin und den Verlag Die Wirtschaft. Für den Aufbau Verlag Berlin gestaltete er die Hefte 127 bis 157  der Hauszeitschrift Der Bienenstock.
Dehlsen war von 1964 bis 1990 Mitglied des Verbands Bildender Künstler der DDR.
Zu seiner Tätigkeit seit der deutschen Wiedervereinigung lagen keine Informationen vor.

## Teilnahme an zentralen und wichtigen regionalen Ausstellungen in der DDR
- 1965: Berlin, Neue Berliner Galerie im Marstall („Berlin – heute“)
- 1967/1968: Dresden, VI. Deutsche Kunstausstellung
- 1976, 1979 und 1982: Berlin, Bezirkskunstausstellungen (Gebrauchsgrafik)
- 1978: Berlin, Ausstellungszentrum am Fernsehturm („Brecht im Plakat. Bertolt-Brecht-Ehrung der Deutschen Demokratischen Republik“)
- 1988: Berlin, Ausstellungszentrum am Fernsehturm („America latina. Lateinamerika in der bildenden Kunst der DDR“)